# Pjotr Ugrjumov
Pjotr Ugrjumov (rusky Пётр Сергеевич Угрю́мов, lotyšsky Pēteris Ugrjumovs, * 21. ledna 1961 Riga) je bývalý silniční cyklista, který reprezentoval Sovětský svaz, Lotyšsko a Rusko. Jeho silnou zbraní byly horské etapy a časovky.

## Závodní kariéra
Po otci je ruského a po matce lotyšského původu. Jako amatér byl mistrem SSSR v časovce v roce 1981, v etapovém závodě 1984 a v jednorázovém závodě 1986. Vyhrál Girobio 1984 a Circuit de la Sarthe 1987, byl třetí na Tour de l'Avenir 1987 a na Závodě míru 1988. V roce 1989 začal závodit profesionálně. Na Giro d'Italia skončil na druhém místě celkové klasifikace v roce 1993 a na třetím v roce 1995, na Tour de France byl druhý v roce 1994. Získal dvě etapová vítězství na Tour a jedno na Giru. Vyhrál Vuelta a Asturias 1991 a Euskal Bizikleta 1993. Na mistrovství světa v silniční cyklistice v roce 1992 získal pro Lotyšsko sedmé místo v závodě s hromadným startem. Reprezentoval Rusko na Letních olympijských hrách 1996, kde obsadil v závodě s hromadným startem 58. místo.

## Výsledky na Grand Tours
| Grand Tour      | 1989 | 1990 | 1991 | 1992 | 1993 | 1994 | 1995 | 1996 | 1997 | 1998 | 1999 |
| --------------- | ---- | ---- | ---- | ---- | ---- | ---- | ---- | ---- | ---- | ---- | ---- |
| Giro d'Italia   | 16   | 8    | —    | 20   | 2    | 24   | 3    | 4    | DNF  | 40   | DNF  |
| Tour de France  | —    | 45   | —    | —    | —    | 2    | —    | 7    | —    | —    | —    |
| Vuelta a España | 35   | —    | 8    | 18   | —    | —    | 22   | —    | —    | —    | —    |